# 에도주

에도주의 위치

에도주(영어: Edo State)는 나이지리아의 남부에 있는 주로, 주도는 베닌시티이다. 면적은 17,802km2이며, 인구는 2,159,848명(1991년)이다. 1991년 8월 27일 옛 벤델주에서 분리되어 신설되었다. 북쪽과 동쪽으로는 코기주, 남쪽으로는 델타주, 서쪽으로는 온도주와 접한다.